# Острув (Ропчицько-Сендзішовський повіт)
Острув (пол. Ostrów) — село в Польщі, у гміні Острув Ропчицько-Сендзішовського повіту Підкарпатського воєводства.
Населення — 1587 осіб (2011).
У 1975-1998 роках село належало до Ряшівського воєводства.

## Демографія
Демографічна структура станом на 31 березня 2011 року:
|          | Загалом | Допрацездатний вік | Працездатний вік | Постпрацездатний вік |
| -------- | ------- | ------------------ | ---------------- | -------------------- |
| Чоловіки | 791     | 187                | 526              | 78                   |
| Жінки    | 796     | 177                | 448              | 171                  |
| Разом    | 1587    | 364                | 974              | 249                  |